# Biblionef
 (avril 2017).
Biblionef est une association loi de 1901 et une organisation non-gouvernementale internationale dont la vocation est de faciliter l'accès aux livres et à la lecture d'enfants et adolescents défavorisés à travers le monde. Elle crée et équipe à leur intention des bibliothèques publiques, scolaires et associatives grâce à des dotations de livres neufs et de qualité provenant de son partenariat avec de nombreux éditeurs français pour la jeunesse.

## Historique
Biblionef a été fondée en France en 1992 par Maximilien Vegelin van Claerbergen, ancien Ambassadeur des Pays-Bas, et Dominique Pace qui la dirige depuis lors. L'association est reconnue par l’UNESCO, l’Unicef et le Conseil de l’Europe.
En 2015, Biblionef s'est vu décerner le Prix de Mérite et de Prestige Européen en tant que Grande Cause Internationale soutenue par le Comité de l'Europe.
La même année, l'Académie française a attribué à Biblionef le Prix d'œuvres, destiné à récompenser les actions d'assistance, de dévouement, d'encouragement au bien et de protection de l'enfance.
En 2016, la Commission nationale française pour l'Unesco a placé Biblionef sous son haut patronage.

## Motivations

### Contexte
Selon l’Institut statistique de l’UNESCO, en 2014, 781 millions de personnes à travers le monde sont analphabètes et 126 millions d’enfants en âge d’être scolarisés ne vont pas à l’école. Dans des pays politiquement et économiquement instables, la pénurie de livres est considérable et limite le développement des connaissances et des individus.

### Objectifs
Biblionef s’est fixé pour objectif de donner au plus grand nombre la possibilité de sortir de l'ignorance et de l’illettrisme qui maintiennent dans la pauvreté. Elle souhaite donner accès à l'éducation et à la culture aux enfants et adolescents défavorisés en leur fournissant des livres neufs, récents et choisis en fonction de leurs besoins et de leurs goûts dans le but de leur donner des clés pour leur avenir.

« Partout dans le monde, les traités et les législations reconnaissent l’éducation comme un droit humain fondamental dont le rôle dans la diffusion des connaissances et la transmission des compétences permettant à chacun de réaliser la plénitude de ses potentialités fait partie des objectifs de l’Éducation pour tous et des Objectifs du Millénaire pour le développement. »

— Unesco

## Méthodologie

### Bénéficiaires
Biblionef fournit des livres neufs dans de nombreux pays en développement, grâce au soutien de nombreux éditeurs français pour la jeunesse. Les destinataires de ces livres sont des bibliothèques scolaires, des réseaux de lecture publique, des associations locales et internationales ou encore des alliances françaises et centres culturels français. Chaque année, environ 150 000 livres sont envoyés dans une trentaine de pays, en réponse à des projets précis que Biblionef construit avec des partenaires locaux,,.

### Mode d'actions

#### Des livres neufs et sélectionnés
Biblionef présente la particularité de n'offrir que des livres neufs devant donner l'envie de lire mais ayant aussi une durée de vie plus longue que des livres usagés. L'association aide ses partenaires de terrain dans l'identification de leurs publics et de leurs besoins, les guide dans l'élaboration de leurs projets et les accompagne dans leur mise en œuvre. Les livres sont choisis par la structure porteuse de projet en fonction des besoins des enfants et adolescents bénéficiaires, à l'intérieur du fonds documentaire de l'association,.

#### Constitution du stock
Le fonds documentaire de Biblionef est enrichi régulièrement grâce aux contributions des éditeurs partenaires qui cèdent à l'association leurs stocks excédentaires de livres neufs pour la jeunesse, comprenant albums, contes, romans, BD, manuels parascolaires, encyclopédies, documentaires, beaux livres, dictionnaires, etc.
Les dotations présentent pour certains pays l'unique façon de se procurer des livres. Il s'agit aussi pour les éditeurs partenaires de contribuer à ancrer des habitudes durables de lecture : Bayard Jeunesse, Gallimard Jeunesse, Gründ, Hachette Livre, La Martinière Jeunesse, Larousse, Le Robert, MeMo, Minedition, Nathan, Nord-Sud, Revue Dada, Scrineo Jeunesse, Thierry Magnier, Univers Poche, Edune, Le Sablier, La Joie de Lire, Les Fourmis Rouges, Kaléidoscope, Milan, Kanjil...

## Organisation

### L’équipe de direction

Dominique Pace, Directrice

Depuis sa création en 1992, Biblionef est dirigée par Dominique Pace, qui est :
- Chevalier dans l'Ordre National de la Légion d'honneur : distinction attribuée par décret du 13 juillet 2016 à "Dominique Pace, Directrice générale d'une association humanitaire dédiée à la prévention de l'illettrisme pour ses 25 années de services".[21]
- Chevalier de l'Ordre des Arts et des Lettres : distinction attribuée par arrêté du 13 septembre 2016 à "Dominique Pace, Directrice générale d'une organisation non gouvernementale dédiée à la lutte contre l'illettrisme" [22]
- Chevalier de l'Ordre National du Mérite : distinction attribuée par décret du 14 novembre 2002[23] à "Dominique Pace, vice-présidente et directrice générale d'une organisation à vocation culturelle, en vertu de ses 10 ans d'activités professionnelles et associatives."
- Chevalier dans l'Ordre des Palmes Académiques : distinction attribuée par décret du 15 janvier 1997 à "Dominique Pace, directrice de Biblionef, pour services rendus à l'Éducation nationale"
- Prix Booz Allen Hamilton en 1998

### Conseil d’administration

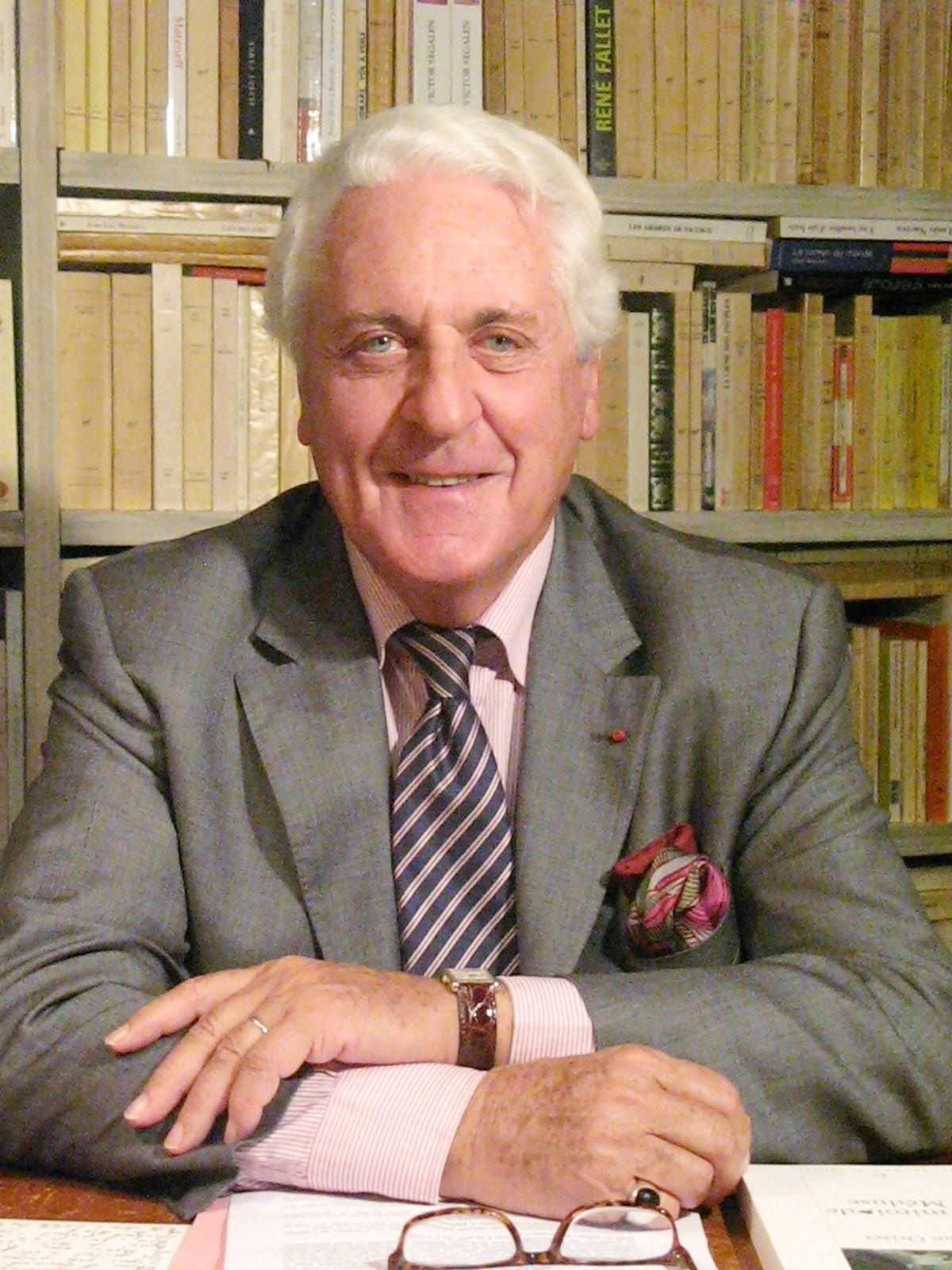
Jean Orizet, Président

Le conseil d'administration est présidé par M. Jean Orizet, écrivain et fondateur du Cherche Midi éditeur. Les autres membres, nommés administrateurs, sont actuellement (en avril 2017) : 
- Thierry Bidal d’Asfeld, directeur général de la SCI Forty
- Laurent de Gaulle, auteur, photographe, président d'honneur de l'association Culture Papier
- Souad Hubert, conservateur général, ancienne directrice des relations internationales, BPI Georges Pompidou
- Guillaume Juin, conseiller éducation artistique et culturelle à la DRAC de Bourgogne-France-Comté
- Patrick Klein, directeur général de la société Makaya Conseil
- Pierre Passot, publicitaire et écrivain
- Philippe Plantade, avocat à la Cour
- Jocelyn Rigault, directeur général des Éditions J'ai lu

## Résultats

### Les chiffres
- plus de 3,5 millions de livres distribués depuis 1992[15]
- 150 000 livres neufs et récents distribués chaque année
- 30 projets par an en moyenne
- 300 000 livres en stock et 1 600 titres
- 100 pays d'intervention depuis 1992

### Contributions
Biblionef, aux côtés de l’Association des bibliothécaires français, la Bibliothèque nationale de France, Culture et développement, La Direction du livre et de la lecture  (ministère de la Culture et de la Communication) France Édition et la Joie par les Livres, est membre fondateur de la Charte du don de livres parue en 1998.

« Le don de livres est  un des éléments  des politiques de partenariat pour le développement de la lecture. Il prend tout son sens quand il est accompagné d’autres actions qui permettent l’échange de savoir-faire et une meilleure connaissance réciproque. »

— Préambule de la Charte du don de livres
En 2009, Biblionef a été auditionnée par Hervé Gaymard chargé d'une « mission d'évaluation de l'ensemble des effets de la loi sur le prix unique », commandée par Christine Albanel, ministre de la Culture et de la Communication, dans le cadre du Conseil du livre. 

« Le don de livres, ou la pratique du don de livres, peut indéniablement avoir des effets structurants et participer d'une politique de coopération culturelle, à condition qu'il soit organisé d'une façon réellement  professionnelle. Il contribue à la présence de la langue française et de son apprentissage. »

— Hervé Gaymard, Pour le livre, Rapport sur l'économie du livre et son avenir, p. 183, La documentation française, Gallimard, 2009,
Biblionef partage son expérience, à l'occasion de colloques et conférences auxquels participe sa directrice, Dominique Pace. À titre d'exemples, en décembre 2015, lors de la table ronde "Les enjeux de l'éducation et de la formation en Afrique" organisée à Paris par Les Ateliers de la Terre dans le cadre du Land of African Business; en octobre 2014, à l'Assemblée Nationale, lors du 4e Colloque de l'association Culture Papier, en mars 2012 dans les universités de Librazhd et Tirana en Albanie sur le thème « Le livre, un accès au savoir et une aventure humaine », ou en novembre 2009 aux États généraux d'Afrique et de l'Océan Indien organisés à Nairobi par la Fondation Alliance Française.

### Les bureaux à l'étranger
- Biblionef Nederland - Fondation reconnue d’utilité publique aux Pays-Bas[29]
- Biblionef Suriname - Fondation au Suriname
- Biblionef Vlaanderen - Association sans but lucratif en Belgique flamande
- Biblionef South Africa - Fondation en Afrique du Sud

Biblionef Nederland, fondation reconnue d'utilité publique aux Pays-Bas, intervient dans les pays où l'on parle le néerlandais. Biblionef Vlaanderen, association sans but lucratif en Belgique flamande, soutient les actions de Biblionef Suriname.
Biblionef South Africa, entité juridique indépendante elle aussi, soutient l'apprentissage des 11 langues officielles de l'Afrique du Sud.